# Индийско-китайская граница
Длина границы между Индией и Китаем составляет 3380 километров. Граница состоит из трёх отдельных частей, разделённых Непалом и Бутаном.

## Характеристика
В западной части Непала граница проходит в районе Гималаев. Этот участок границы является спорным, особенно в районе к северу от Аксайчина, который находится под контролем Китая, но оспаривается Индией. На севере Индия контролирует ледник Сиачен, который был захвачен в ходе пограничного конфликта с Пакистаном. Между Непалом и Бутаном Индия и Китай имеют общую границу небольшой протяжённости. К востоку от Бутана обе страны граничат с Мьянмой.

## Линия фактического контроля
Линия фактического контроля — демаркационная линия между Индией и Китаем, долгое время бывшая не признанной юридически, но являющейся границей де-факто. Линия имеет протяжённость 4057 километров и проходит через три области Индии: западную (Ладакх, Кашмир), среднюю (Уттаракханд, Химачал-Прадеш) и восточную (Сикким, Аруначал-Прадеш). Затем термин «линия фактического контроля» получил юридическое признание в китайско-индийских соглашениях, подписанных в 1993 и 1996 годах. В соглашении 1996 года было указано: «ни одно из государств не может предпринимать действий по пересмотру линии фактического контроля».